# Strongylocentrotus franciscanus
Strongylocentrotus franciscanus, comúnmente llamado erizo rojo —aunque sus gamas de color van del rosa o naranja al casi negro—, es un erizo de mar endémico del Océano Pacífico desde Alaska hasta Baja California perteneciente a la familia Strongylocentrotidae. Vive en aguas poco profundas desde la línea de bajamar de 90 metros de profundidad y se encuentra típicamente en las costas rocosas que están protegidos de la acción del oleaje extremo, normalmente asociado a los bosques de macroalgas (Macrocystis pyrifera) o kelp.

## Descripción física/Morfología

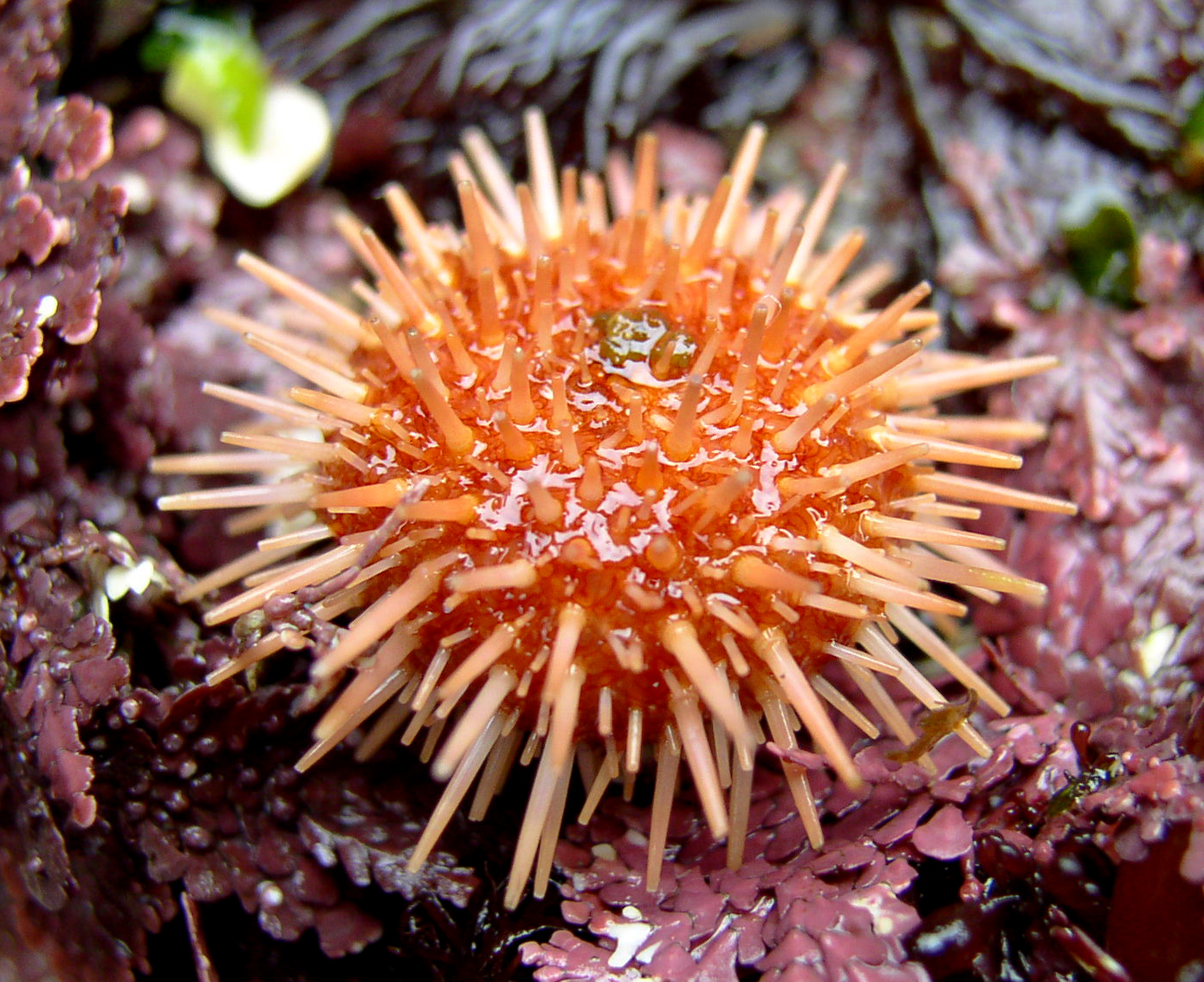
Strongylocentrotus franciscanus juvenil, encontrado en Cape Flattery, WA. Este individuo tiene alrededor de 1.5 cm de diámetro.

El cuerpo esférico de un erizo de mar está completamente cubierto por espinas afiladas que pueden crecer hasta 8 cm. Estas espinas crecen en una concha dura llamada "testa", que encierra al animal protegiéndolo del exterior. Los erizos más viejos que se han registrado tenían 19 cm de diámetro. En coloración los erizos pueden variar en tonalidades que van desde el rojo tenue al rojo oscuro. En raras ocasiones, se han encontrado ejemplares albinos. Un erizo de mar no tiene ojos visibles o apéndices para desplazarse. Tiene una boca situada en su parte inferior, rodeada por 5 dientes. Durante el desarrollo larvario, el cuerpo de un erizo de mar sufre una transición de simetría, pasando de la radial a la bilateral. Esta larva de simetría bilateral, llamado equinopluteus, posteriormente, desarrolla la simetría pentarradial que caracteriza equinodermos. Se arrastra muy lentamente sobre el fondo del mar utilizando sus espinas como pilotes, con la ayuda de sus pies tubulados. Dispersos entre sus espinas hay hileras de pequeñas apéndices tubulares terminados en ventosas, denominados pies ambulacrales que le ayudan a moverse y se adhieren al fondo del mar. El sistema digestivo es similar al de los asteroideos. A partir de la linterna de Aristóteles surge el esófago, que conecta a la zona aboral, para luego descender hacia un sencillo estómago tubular, teniendo únicamente un ciego con forma de saco. El estómago, que se encuentra fijado a la pared del caparazón, da un giro completo al mismo y después desemboca al intestino, que da otra vuelta al caparazón pero en sentido contrario al del estómago, para luego dirigirse a la zona aboral, dónde comienza el recto que desemboca al ano, mismo que se encuentra inserto en el periprocto. Hay además un sifón que se ubica de forma paralela al estómago, cuya principal función es retira agua del estómago en la zona donde ocurre la digestión extracelular.

## Hábitos alimenticios
Los erizos de forma regular y los dólares de arena presentan dentro de su boca una estructura masticadora especializada denominada la “linterna de Aristóteles” ubicado en la parte inferior de la superficie oral. Su alimento consiste prácticamente en algas, mismas que roe y rasca del suelo marino rocoso donde habita. Durante el desarrollo larvario, los erizos de mar utilizarán líneas de cilios para capturar el alimento (plancton) de la columna de agua.

## Comportamiento/Etología
Los erizos de mar a menudo viven en grupos de cinco a diez. Tienen la capacidad de regenerar espinas perdidas. La esperanza de vida a menudo excede los 30 años pero los científicos han encontrado ejemplares con más de 200 años de edad. La época de desove es entre junio y septiembre.

## Reproducción
Hasta donde se sabe, todas las especies de erizos de mar son dioicas, sus gónadas están dispuestas en las parte interna de la testa o caparazón, directamente bajo las placas interambulacrales, por lo tanto poseen 5 gónadas. El desove tiene lugar entre junio y septiembre, los erizos expulsan los gametos a través del gonoporo, situado en las placas genitales aborales, la fecundación ocurre en el agua mientras flotan en el océano. 
Después de la fecundación se origina una gástrula de la que surge una larva planctónica (equinopluteus), muy semejante a la de los ofiuroideos. Esta posee un estilo de vida libre, impulsándose en el agua mediante 6 brazos, permanecen en la columna de agua durante aproximadamente un mes antes de descender al fondo del mar, donde pasan por una metamorfosis a erizos miniatura. Cuando llega el momento de la metamorfosis, que puede estar inducida por sustancias liberadas por otros erizos de la misma especie, lo primero que se forman son las piezas esqueléticas que formarán las placas genitales y ocelares, la transformación es breve a veces toma únicamente un ahora, al final llegan al fondo pequeños erizos ya formados.
Estos jóvenes usan señales químicas para localizar los adultos. Una vez localizados los erizos juveniles se congregan junto a los adultos, estos erizos juveniles no están genéticamente relacionados con los adultos. Los erizos rojos tardan varios años en alcanzar la madurez sexual.